# Gymnothorax unicolor
Gymnothorax unicolor är en fiskart som först beskrevs av Delaroche, 1809.  Gymnothorax unicolor ingår i släktet Gymnothorax och familjen Muraenidae. Inga underarter finns listade i Catalogue of Life.